# Шиша (приток Немана)
Шиша́ (лит. Šyša) — река в Литве, протекает по территории Шилутского района Клайпедского уезда на западе страны. Правый приток нижнего Немана.
Длина реки составляет 57 км. Площадь водосборного бассейна — 392 км². Средний уклон — 1,01 м/км. Средняя годовая амплитуда колебаний уровня воды — 2,9 м. Средний расход воды в устье — 4,51 м³/с.
Шиша начинается около деревни Кивиляй, в 2 км к юго-востоку от местечка Вайнутас. Течёт по Приморской низменности, в верховье преимущественно на юго-запад, потом — на северо-запад, в низовье около Шилуте преобладающим направлением течения вновь становится юго-запад. В дельте Немана сливается с рукавом Атмата около деревни Шиша.
Притоки:
- левые: Бамблинас, Лаздуона, Мядинупе, Рупкальве;
- правые: Шишале, Гальнуте, Плашкуотас, Мирглонас, Гирупис, Ляндра, Шустис, Йоварис, Грабупе[1].